# Antillennachtschwalbe
Die Antillennachtschwalbe (Chordeiles gundlachii) ist eine Vogelart aus der Familie der Nachtschwalben (Caprimulgidae).
Sie kommt im äußersten Südosten der USA, auf den Bahamas, Kuba, Île des Pins, Cayman Islands, Jamaika, Hispaniola, Puerto Rico, Jungferninseln vor sowie auf Guadeloupe, auch auf San Andrés und Providencia.
Ihr Verbreitungsgebiet umfasst alle offenen oder halboffenen trockenen Lebensräume einschließlich kürzlich gerodeter oder bebauter Flächen.

## Beschreibung
Die Antillennachtschwalbe ist 20–23 cm groß und wiegt etwa 50 g. Es gibt eine graue und eine gelbbraune Morphe. Die Oberseite und Brust sind dunkel mit braunem, grauem und weißem Muster, die langen Flügel sind schwarz mit im Fluge sichtbarem weißen Flügelband, die Spitzen erreichen nicht die Schwanzspitze. Der Schwanz ist dunkel mit weißen Schwanzbinden, die Unterseite ist weiß mit schwarzen Streifen. Die Kehle ist beim Weibchen gelblichbraun, beim Männchen weiß. Die Antillennachtschwalbe ist der Falkennachtschwalbe sehr ähnlich. Hauptunterscheidungsmerkmal sind die blass abgesetzten Spiegel auf den Handschwingen nahe der Flügelrückseite beim ruhenden Vogel.

## Stimme
Der Ruf des Männchens wird als wiederholtes, nasales chitty-chit, penk-penk beschrieben bzw. als schnelles, schnurrendes, aus bis zu 8 Tönen bestehendes Trillern.

## Lebensweise
Die Nahrung besteht aus Nachtfaltern, Käfern und anderen Insekten, die im Fluge hoch oberhalb der Wälder, bis zu 30 m über den Baumkronen, und entlang der Küstenlinien gejagt werden. Die Antillennachtschwalbe ist dämmerungsaktiv.
Die Brutzeit liegt in Florida, auf den Bahamas und in der Karibik zwischen April und August.
Sie überwintert im Süden bis Kolumbien.

## Gefährdungssituation
Die Antillennachtschwalbe gilt als „nicht gefährdet“ (least concern).